# Lední hokej na Asijských zimních hrách 1990
Hokejový turnaj v rámci Asijských zimních her 1990 se konal od 9. do 14. března 1990 na stadioně Cukisamu Gymnasium v Sapporu v Japonsku. Turnaje se zúčastnila čtyři mužstva, která spolu hrála v jedné skupině každé s každým. Vítězství si připsali hráči Číny před domácími hráči Japonska a hráči Jižní a Severní Koreje.

## Výsledky a tabulky
|    |               | Čína | Japonsko | Jižní Korea | Severní Korea | V | R | P | VG | OG | B |
| 1. | Čína          | ***  | 4:2      | 7:2         | 6:6           | 2 | 1 | 0 | 17 | 10 | 5 |
| 2. | Japonsko      | 2:4  | ***      | 11:7        | 6:2           | 2 | 0 | 1 | 19 | 13 | 4 |
| 3. | Jižní Korea   | 2:7  | 7:11     | ***         | 6:5           | 1 | 0 | 2 | 15 | 23 | 2 |
| 4. | Severní Korea | 6:6  | 2:6      | 5:6         | ***           | 0 | 1 | 2 | 13 | 18 | 1 |